# Limnodynastes tasmaniensis
Espèce
Synonymes
- Limnodynastes affinis Günther, 1863
- Limnodynastes platycephalus Günther, 1867
- Limnodynastes peronii var. rugulosus Keferstein, 1867

Statut de conservation UICN

 LC  : Préoccupation mineure
Limnodynastes tasmaniensis est une espèce d'amphibiens de la famille des Limnodynastidae.

## Répartition
Cette espèce est endémique d'Australie. Elle se rencontre dans la moitié Est de l'Australie et en Tasmanie,.

## Description
Limnodynastes tasmaniensis mesure jusqu'à 45 mm. Son dos varie du brun au vert-olive avec de taches irrégulières de couleur verte ou brune. Certains individus présentent une ligne longitudinale rayure crème, jaune ou orangée.

## Étymologie
Son nom d'espèce, composé de tasmani[a] et du suffixe latin -ensis, « qui vit dans, qui habite », lui a été donné en référence à la Tasmanie où a été trouvé l'un des premiers spécimens décrits.

## Galerie

Limnodynastes tasmaniensis
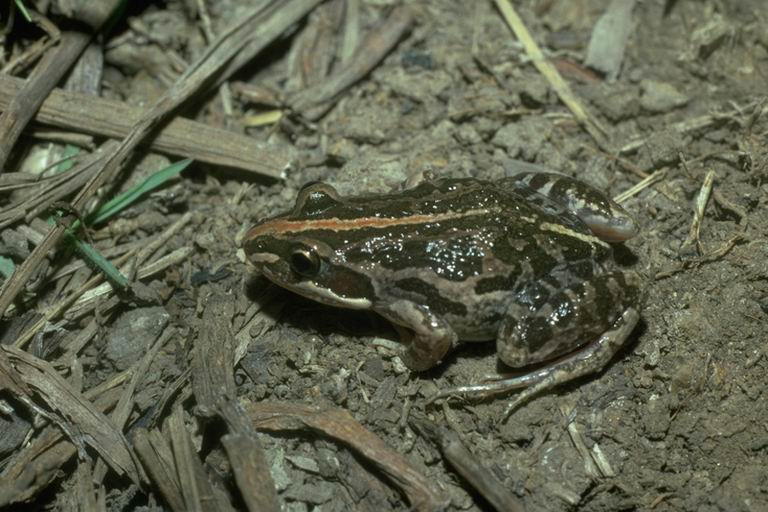
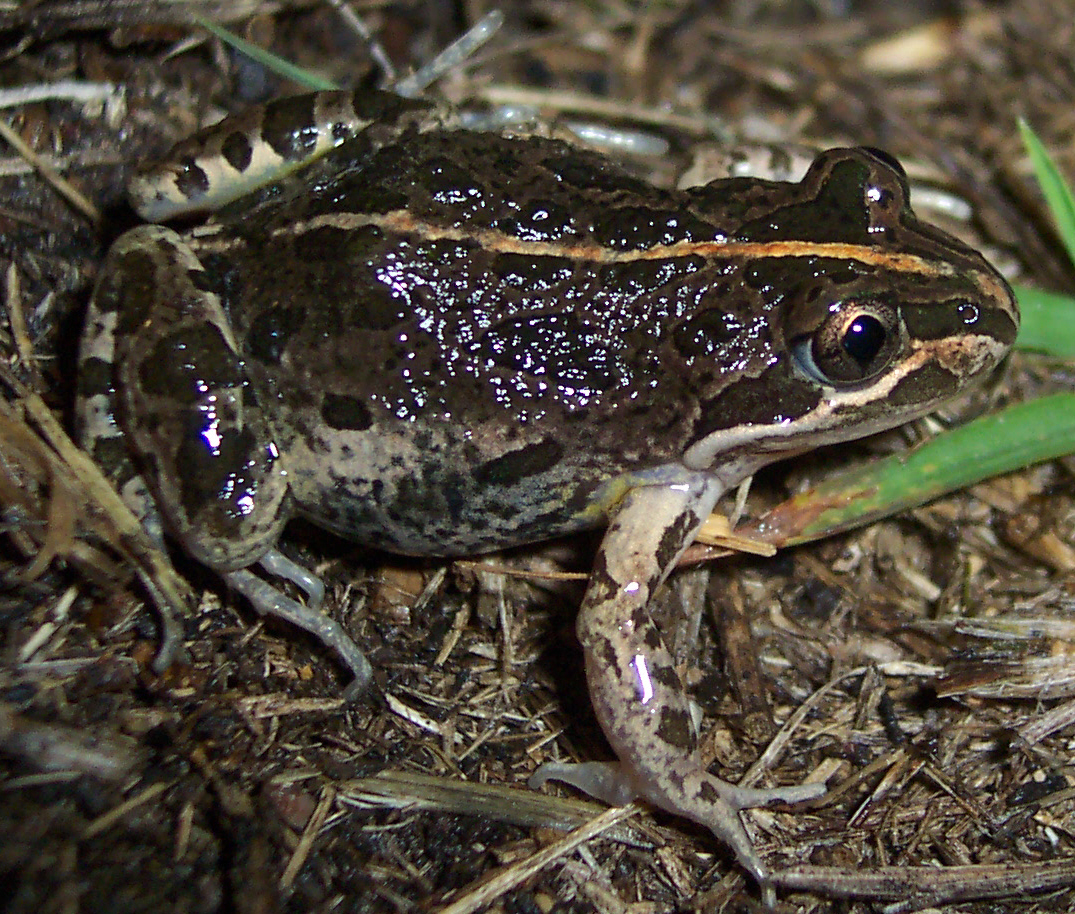
Individu présentant une ligne longitudinale orange.

## Publication originale
- Günther, 1858 : Catalogue of the Batrachia Salientia in the collection of the British Museum (texte intégral).